# Élections législatives de 1958 dans les Oasis
Les élections législatives en Algérie française dans le département des Oasis se sont déroulées le 30 novembre 1958. Elles avaient pour but d’élire les députés représentant le département à l’Assemblée nationale pour un mandat de cinq années correspondant à la Première législature de la cinquième République française. Le 3 juillet 1962, le mandat des députés de l'Algérie française prend fin en raison de l'indépendance de l'Algérie.

## Élus
| Circonscription        | Député élu                                              |
| ---------------------- | ------------------------------------------------------- |
| Circonscription unique | 1.Hamza Al-Sid-Boubakeur 2.Marcel Deviq 3.Mohamed Boudi |

## Mode de scrutin
L'adoption d'un scrutin uninominal majoritaire à deux tours comme en France métropolitaine aurait pu avoir comme conséquence une surreprésentation d'européens par rapport aux musulmans, pour faire valoir les engagements de Charles de Gaulle d'une représentation au moins égale aux deux tiers des sièges réservés à l'Algérie un scrutin de liste majoritaire à un tour associé d'un numerus clausus de sièges attribués au statut civil de droit commun (européens) et de droit local (musulmans),.

## Résultats

### Résultats  par circonscription
| |                                                         |         |        |  |  |
| Liste Union et défense des intérêts des départements sahariens                                                                       | 1.Hamza Al-Sid-Boubakeur 2.Marcel Deviq 3.Mohamed Boudi | 125 733 | 100,00 |  |  |
| |                                                         |         |        |  |  |
| Inscrits | 186 455                                                 | 100,00  | 3      |  |  |
| Abstentions | 50 506                                                  | 27,09   |        |  |  |
| Votants | 135 949                                                 | 72,91   |        |  |  |
| Blancs et nuls | 10 216                                                  | 7,51    |        |  |  |
| Exprimés | 125 733                                                 | 92,49   |        |  |  |
| Source : France, Ministère de l'intérieur. Les Elections législatives . Métropole., la Documentation française, 1960 (lire en ligne) |                                                         |         |        |  |  |